# Formfaktor (Physik)
In der Kern- und Teilchenphysik ist der Formfaktor {\displaystyle F} ein Faktor im Wirkungsquerschnitt bei elastischen Stößen. Der Formfaktor hängt vom übertragenen Impuls ab, sollte also eigentlich als Formfunktion bezeichnet werden.
Der Formfaktor ist die Fourier-Transformierte der elektrischen Ladungsverteilung des Targets (z. B. Atomkerns). Das Betragsquadrat des Formfaktors ist der Quotient aus dem realen Wert des Wirkungsquerschnitts und demjenigen Wert, der sich ergeben würde, wenn das Targetteilchens (Streuzentrum) eine punktförmige Ladung wäre. Durch Messung des Wirkungsquerschnitts kann man auf den Formfaktor und dadurch auf die Ladungsverteilung des Targets rückschließen.
Bei tief inelastischer Streuung treten an der Stelle des Formfaktors die Strukturfunktionen auf.
Bei Streuung bzw. Beugung an einem Kristallgitter tritt an Stelle des Formfaktors der Strukturfaktor auf.

## Formfaktor bei der Rutherford-Streuung
Die Rutherfordsche Streuformel, die nur für die Streuung eines Teilchens an einer Punktladung (Coulombpotential) gilt, lässt sich für ausgedehnte Ladungsverteilungen erweitern. Der differentielle Wirkungsquerschnitt sieht dann wie folgt aus
{\displaystyle {\frac {\mathrm {d} \sigma }{\mathrm {d} \Omega }}=\left({\frac {\mathrm {d} \sigma }{\mathrm {d} \Omega }}\right)_{\text{Coul}}\cdot |F({\vec {q}})|^{2},}
wobei {\displaystyle F} der Formfaktor der Ladungsverteilung ist.
Er hängt ab vom Impulsübertrag des einfallenden Teilchens
{\displaystyle {\vec {q}}={\vec {p}}-{\vec {p}}\,{}^{\prime }}
und enthält alle Informationen über die räumliche Verteilung der Ladung im Streuzentrum. 
So kann man die Messung des Wirkungsquerschnittes bestimmter Streuprozesse in Abhängigkeit vom Impulsübertrag nutzen, um durch anschließenden Vergleich mit theoretischen Modellen Aussagen über die Form des Streupotentials zu machen.
In der Bornschen Näherung (d. h. das Potential der Wechselwirkung ist so schwach, dass Anfangs- und Endzustand näherungsweise als ebene Wellen behandelt werden können) ergibt sich der Formfaktor als Fourier-Transformierte der auf die Gesamtladung normierten Ladungsverteilungsfunktion {\displaystyle f}:
{\displaystyle F({\vec {q}})=\int f({\vec {x}})\cdot \mathrm {e} ^{\mathrm {i} {\vec {q}}\cdot {\vec {x}}/\hbar }\,\mathrm {d} ^{3}x\,}.
Die Ladungsverteilungsfunktion ist definiert als:
{\displaystyle f({\vec {x}})={\frac {\rho ({\vec {x}})}{Z\cdot e}},}
wobei
- {\displaystyle \rho ({\vec {x}})} die statische Ladungsdichte
- {\displaystyle Z} die Kernladungszahl und
- {\displaystyle e} die Elementarladung ist;

sie genügt der Normierungsbedingung
{\displaystyle \int f({\vec {x}})\,\mathrm {d} ^{3}x=1}.
Oft hat man nur eine radiale Abhängigkeit, so dass man nicht {\displaystyle F({\vec {q}})} sondern {\displaystyle F(q^{2})} angibt, denn {\displaystyle q^{2}=|{\vec {q}}|^{2}} hat keine Richtungsabhängigkeit. Integriert man über die Winkelabhängigkeit, ergibt sich für den sphärisch symmetrischen Formfaktor
{\displaystyle F(q^{2})=4\pi \int \mathrm {d} r\,{\frac {\sin(qr/\hbar )}{qr/\hbar }}r^{2}f(r)}.
Der Formfaktor {\displaystyle F} enthält die Information über die Ladungsverteilung {\displaystyle f} und damit über die interessierende Ladungsdichte {\displaystyle \rho }. 
Er wird experimentell über die Messung von Wirkungsquerschnitten ermittelt und daraus die Ladungsverteilung bzw. Ladungsdichte errechnet. 
Als Ergebnis erhält man für schwerere Kerne eine Ladungsverteilung, die im inneren Bereich nahezu konstant ist und außen über einen Bereich von 2,4 fm abfällt. 
Bei leichten Kernen wie 4He, 6Li oder 9Be kann es noch nicht zur Ausbildung einer konstanten Ladungsdichte im Kerninneren kommen, hier beobachtet man eine gaußförmige Ladungsverteilung.

## Formfaktoren der Nukleonen
Bei der Ermittlung von Formfaktoren der Nukleonen sind wesentlich kleinere Strukturen aufzulösen. Dazu benötigt man eine kleinere De-Broglie-Wellenlänge und somit entsprechend höhere Energien, so dass wegen nicht mehr gültiger Näherungen präzisere Rechnungen erforderlich sind. Außerdem ist die Behandlung im Gegensatz zum Abschnitt Rutherford-Streuung nun relativistisch mit Vierervektoren statt Vektoren. 
Zudem treten hier mit {\displaystyle G_{E}} und {\displaystyle G_{M}} bezeichnete elektrische und magnetische Formfaktoren auf.
Für den differentiellen Wirkungsquerschnitt erhält man die auf M. N. Rosenbluth zurückgehende Rosenbluth-Formel:
{\displaystyle {\frac {\mathrm {d} \sigma }{\mathrm {d} \Omega }}=\left({\frac {\mathrm {d} \sigma }{\mathrm {d} \Omega }}\right)_{\text{Mott}}\cdot \left[{\frac {G_{E}^{2}(Q^{2})+\tau \cdot G_{M}^{2}(Q^{2})}{1+\tau }}+2\tau \cdot G_{M}^{2}(Q^{2})\cdot \tan ^{2}(\theta /2)\right]}
mit:
- {\displaystyle \left(\mathrm {d} \sigma /\mathrm {d} \Omega \right)_{\text{Mott}}} der Mott-Wirkungsquerschnitt
- {\displaystyle Q^{2}=-q^{2}} das negative Quadrat des übertragenen Viererimpulses
- {\displaystyle \tau =Q^{2}/4M^{2}c^{2}} die Wahrscheinlichkeit für einen Spin-Flip bei der Streuung
- {\displaystyle \theta } der Streuwinkel.

Hat man den Wirkungsquerschnitt bei festem {\displaystyle Q^{2}} für mehrere Streuwinkel gemessen, so macht man einen Rosenbluth-Plot, bei dem {\displaystyle \tan ^{2}(\theta /2)} auf der {\displaystyle x}-Achse und {\displaystyle (d\sigma /d\Omega ):\left(\mathrm {d} \sigma /\mathrm {d} \Omega \right)_{\text{Mott}}} auf der {\displaystyle y}-Achse aufgetragen werden. Die Rosenbluth-Formel ist dann von der linearen Form
{\displaystyle y(x)=A\cdot x+B,}
wobei sich aus der Steigung {\displaystyle A=2\tau \cdot G_{M}^{2}(Q^{2})} und dem Achsenabschnitt {\displaystyle B={\frac {G_{E}^{2}(Q^{2})+\tau \cdot G_{M}^{2}(Q^{2})}{1+\tau }}} die magnetischen und elektrischen Formfaktoren berechnen lassen:
{\displaystyle \Rightarrow G_{M}(Q^{2})={\sqrt {\frac {A}{2\tau }}}}
und
{\displaystyle \Rightarrow G_{E}(Q^{2})={\sqrt {B(1+\tau )-{\frac {A}{2}}}}.}
Die experimentellen Befunde zeigen für beide Formfaktoren einen exponentiellen Abfall, was weder zu einem punktförmigen Teilchen noch zu einer homogenen Kugel passt. 
Man erhält damit einen Hinweis auf eine komplexere innere Struktur der Nukleonen.
Eine gute Übereinstimmung mit den experimentellen Daten liefert das erweiterte Vektor-Meson-Modell. Hierbei wird die Wechselwirkung sowohl als direkte Elektron-Nukleon-Wechselwirkung als auch über Vektormesonen beschrieben.